# منتخب نيوزيلندا للكرة اللينة للسيدات
منتخب نيوزيلندا للكرة اللينة للسيدات (بالإنجليزية: New Zealand women's national softball team)‏ هو ممثل نيوزيلندا الرسمي في المنافسات الدولية في كرة لينة للسيدات
.